# غزوة إفريقية
غزوة إفريقية في عام 27هـ وقعت عندما أمر عثمان بن عفان، عبد الله بن سعد بن أبي السرح أن يغزو بلاد أفريقية، فإذا افتتحها الله على يديه فله خُمْسُ الخُمسِ من الغنيمة نفلاً.
فسار إليها في عشرة آلاف مقاتل فافتتحها، سهلها وجبلها ودخل أهلها في الاٍسلام، وأخذ عبد الله بن سعد الخُمسَ الخُمسِ من الغنيمة وبعث بأربعة أخماسه إلى عثمان بن عفان، وقسم أربعة أخماس الغنيمة بين الجيش، فأصاب الفارس ثلاثة آلاف، ألف له، وألفان لفرسه، وأصاب الراجل ألف.